# جاكلين ريتشارد
جاكلين ريتشارد هي عازفة بيانو كندية، ولدت في 8 مارس 1928 في مونتريال في كندا، وتوفي بنفس المكان في 2 أغسطس 2015.